# انجمن سینمای جوانان ایران
انجمن سینمای جوانان ایران بزرگ‌ترین انجمن فیلم‌سازی در ایران و یکی از بزرگترین مدرسه های فیلمسازی جهان بر اساس تعداد آثار ساخته شده است که به آموزش فیلم‌سازی ۷ ماهه و دوره‌های تک‌درس کوتاه مدت و همچنین برگزاری جشنواره بین‌المللی فیلم کوتاه می‌پردازد.

## تاریخچه
انجمن سینمای جوانان ایران در تاریخ ۱۳۵۵/۱۱/۱۳ به صورت مؤسسه غیرانتفاعی تأسیس و طی شماره ۱۷۹۴ در اداره ثبت شرکت‌ها و موسسات غیرتجاری تهران به ثبت رسیده‌است.
انجمن سینمای جوانان ایران هرچند در سال ۱۳۵۵ به ثبت رسیده، ولی پیش از پیروزی انقلاب اسلامی به‌طور رسمی فعالیت خاصی نداشته و پس از انقلاب نیز تا مدت‌ها غیرفعال بوده‌است. تا این که در سال ۱۳۶۴ با تغییراتی که در حوزه معاونت سینمایی و سمعی و بصری وزارت ارشاد اسلامی اتفاق افتاد، به منظور ارتقای سینمای ملی و با کسب تجربه از فعالیت‌ها و تأثیرات سینمای آماتوری و در راستای تأسیس مرکز اسلامی آموزش فیلم‌سازی، مرکز سینمای تجربی، بنیاد سینمایی فارابی و انجمن سینمای جوانان ایران راه اندازی شد تا به عنوان بستری جهت توسعه سینمای ملی با مأموریت مشخص در قالب وظایف مدون برای هر یک از تشکل‌ها مسیر را برای کشف استعدادهای درخشان و تربت نیروی انسانی از بین جوانان میهن اسلامی، (از طریق دفاتر انجمن سینمای جوانان ایران در سراسر کشور) و همچنین برای کسب تجربه بیشتر با فعالیت در عرصه تولید فیلم‌های مستند و تجربی (از طریق مرکز سینمای تجربی) و نهایتاً ورود به عرصه تولید فیلم بلند سینمایی (تحت حمایت بنیاد سینمایی فارابی) شرایط را برای تأمین نیاز کشور فراهم کند. این تفکر باعث شد که انجمن با سازمانی مشخص شروع به فعالیت کند.
ماهیت انجمن: به استناد ماده۲ اساسنامه، انجمن مؤسسه ای است فرهنگی و آموزشی که به صورت غیرانتفاعی با همکاری و نظارت ارشادی سازمان امور سینمایی و سمعی و بصری وزارت فرهنگ و ارشاد اسلامی فعالیت می‌کند، اما این نهاد مستقل است و اداره آن مطابق مواد اساسنامه و قوانین لازم الاجرای کشور خواهد بود.
این انجمن با حمایت معاونت امور سینمایی وزارت فرهنگ و ارشاد اسلامی، فعالیت مجدد خود را از سر گرفت و با هدف تشویق نوجوانان و جوانان ایرانی به هنر عکاسی و فیلم‌سازی و با گشایش تدریجی بیش از ۵۰ نمایندگی و دفتر در سراسر کشور، اقدام به جذب علاقه‌مندان به فراگیری رشته‌های کارگردانی، فیلمنامه‌نویسی، عکاسی، تصویربرداری، تدوین و برگزاری آزمون سراسری و دوره‌های یک‌ساله فیلم‌سازی کرد.

## دوره‌های آموزشی
- دوره ۷ ماهه فیلم‌سازی[۲]
- دوره ۱۵ ماهه انیمیشن[۳]
- عکاسی
- عکاسی پرتره
- عکاسی دیجیتال
- فیلم‌نامه‌نویسی
- تصویر برداری
- نرم‌افزار ادیوس
- زیبایی‌شناسی تدوین
- نقد و تحلیل فیلم
- نقد فیلم پیشرفته
- مبانی نورپردازی
- مبانی صدا[۴]

## شعبه‌ها
انجمن سینمای جوانان ایران در تهران/ اصفهان/ اردبیل/ اهواز/ ایلام/ ارومیه/ اراک/انزلی / آباده/ آبادان/ بوشهر/ بندرعباس/ بروجرد/ برازجان/ بیرجند/ بجنورد/ بم/ تبریز/ تویسرکان/ تالش/ تربت حیدریه/ تنگستان/ چالوس/ خرم‌آباد/ خمینی شهر/ دزفول/ رفسنجان/ رشت/ رودبار/ زنجان/ زاهدان/ ساری / سبزوار/ سنندج/ سمنان/ شیراز/ شاهرود/ شهرکرد/ قزوین/ قم/ کاشان/ کرمان/ کرمانشاه/ کرج/ گرگان/ گناباد/ لاهیجان/ مراغه/ مشهد/ ملایر/ مهاباد/ مشکین شهر/ نجف آباد/ نیشابور/ نهاوند/ همدان/ یاسوج/ یزد شعبه دارد.

## جشنواره بین‌المللی فیلم کوتاه تهران
در سال‌های ۱۳۶۰ تا ۱۳۶۳ جشنواره فیلم کوتاه با عنوان «بخش ۸ و ۱۶ م. م» در جشنواره فجر برگزار گردید.
از سال ۱۳۶۵ با راه افتادن «انجمن سینمای جوانان ایران» به‌طور رسمی این جشنواره توسط انجمن برگزار شد که نام آن به جشنواره «سینمای جوان» تغییر یافت. (در دو زیرمجموعه فیلم و عکس) ششمین جشنوارهٔ سینمای جوان در فروردین ۱۳۶۷ در دو بخش فیلم و عکس برگزار شد و بالاخره در سال ۱۳۷۵ همزمان با سیزدهمین جشنوارهٔ سراسری سینمای جوان جشنواره عنوان بین‌المللی را نیز از آن خود کرد.
در سال ۱۳۷۶ جشنوارهٔ بین‌المللی سینمای جوان علاوه بر زیرمجموعه فیلم و عکس، بخش فیلم‌نامه را در دل خود جای داد و ۲ دوره به این شکل برگزار شد. اما در سال ۱۳۷۸ شانزدهمین جشنوارهٔ بین‌المللی سینمای جوان اختصاصاً به فیلم پرداخته و با شکل گرفتن جشنواره‌های استانی و منطقه‌ای سینمای جوان و نام و رسمی که این جشنواره در سطح جهان یافت و حالا دیگر رویکرد آن تنها سینمای جوان نبود بلکه به‌عنوان یکی از جشنواره‌های جدی در سطح منطقه و جهان شناخته شد.
از سال ۱۳۸۲ به جشنواره بین‌المللی فیلم کوتاه تهران تغییر نام یافت و تاکنون ادامه داشته‌است.